# Bateria de Agravo de Instrumento da São Francisco
A Bateria de Agravo de Instrumento da São Francisco (BAISF), é a bateria universitária que representa os estudantes da Faculdade de Direito da Universidade de São Paulo (Faculdade de Direito do Largo São Francisco ou, simplesmente, São Francisco). Fundada em 4 de março de 1999, surgiu em um cenário de ascensão das torcidas para os jogos universitários com o objetivo de exaltar as tradições da primeira faculdade de direito do país.

## Origem e Nome
Seu nome, originalmente, foi dado pelo acadêmico Ronaldo Peruccini de Souza, também responsável pela confecção dos primeiros coletes (batas) do grupo. Em 1999, era tocador de surdo junto com Weber Holmo Batista e Flávio "Flavinho" Pimentel, tocador de caixa. 
Fundada nos jogos InterUSP, competição entre os principais cursos da Universidade de São Paulo, realizado naquele ano no município de Araraquara, teve seu processo de criação iniciado por "Vanessa Grande", com o apoio de Alexandre Machado, o "Mestre Alê", o qual, entre os anos de 2000 a 2005, foi responsável por lecionar a maior parte dos sambas, arranjos e breques que podem ser ouvidos até hoje no repertório do grupo.
O termo "Agravo de Instrumento" tem origem em um tipo de recurso recorrente em processos judiciais, atualmente sintetizado no art. 994, inciso II, do Código de Processo Civil (Lei 13.105 de 2015), fazendo assim um trocadilho entre os instrumentos musicais e jurídico-processuais. 
Já "São Francisco" refere-se à própria Faculdade de Direito da USP, instituição que representa em jogos universitários. A faculdade, fundada em 11 de agosto de 1827 por decreto de D. Pedro I, surgiu muito antes da criação da própria Universidade de São Paulo, algo realizado apenas em 1934. Tradicionalmente é chamada de Faculdade de Direito do Largo São Francisco ou, simplesmente, São Francisco, em referência ao local que reside desde o início do século XIX.

## Abrangência

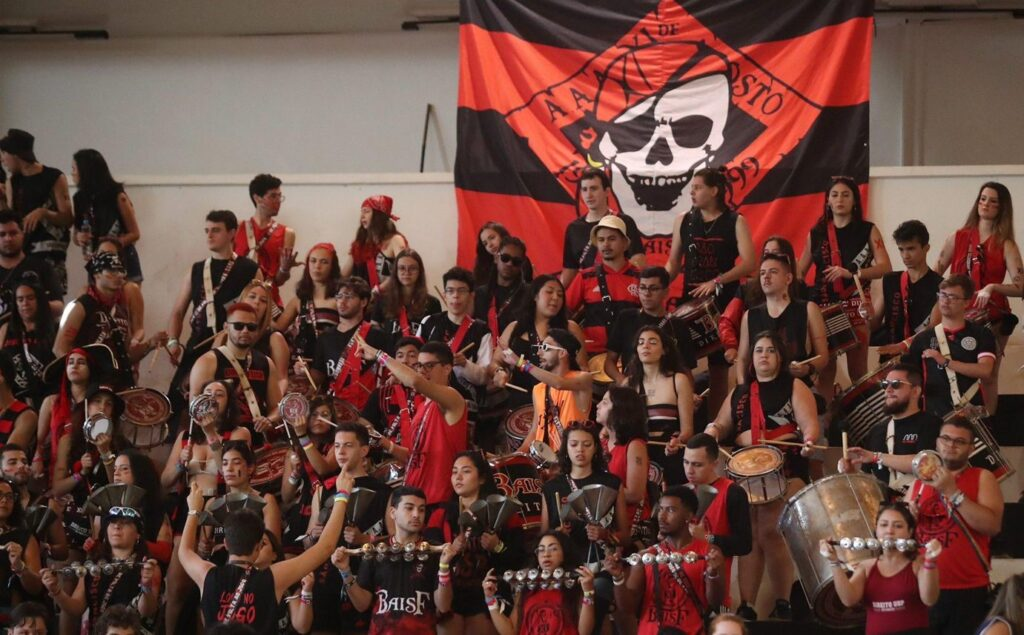
A BAISF durante as competições do InterUSP em 2022.

Atualmente a Bateria é responsável, em geral, por sua marcante presença em jogos universitários, como o BICHUSP, InterUSP e Jogos Jurídicos Estaduais, além de apresentações em eventos tradicionais promovidos pelos estudantes da Faculdade de Direito da USP, como a Festa da Matrícula, Festa de Integração do Calouro Acadêmico (FICA), a Cervejada do XI, a Festa da Macaca, o Grito do Peru e também nas formaturas de cada turma.

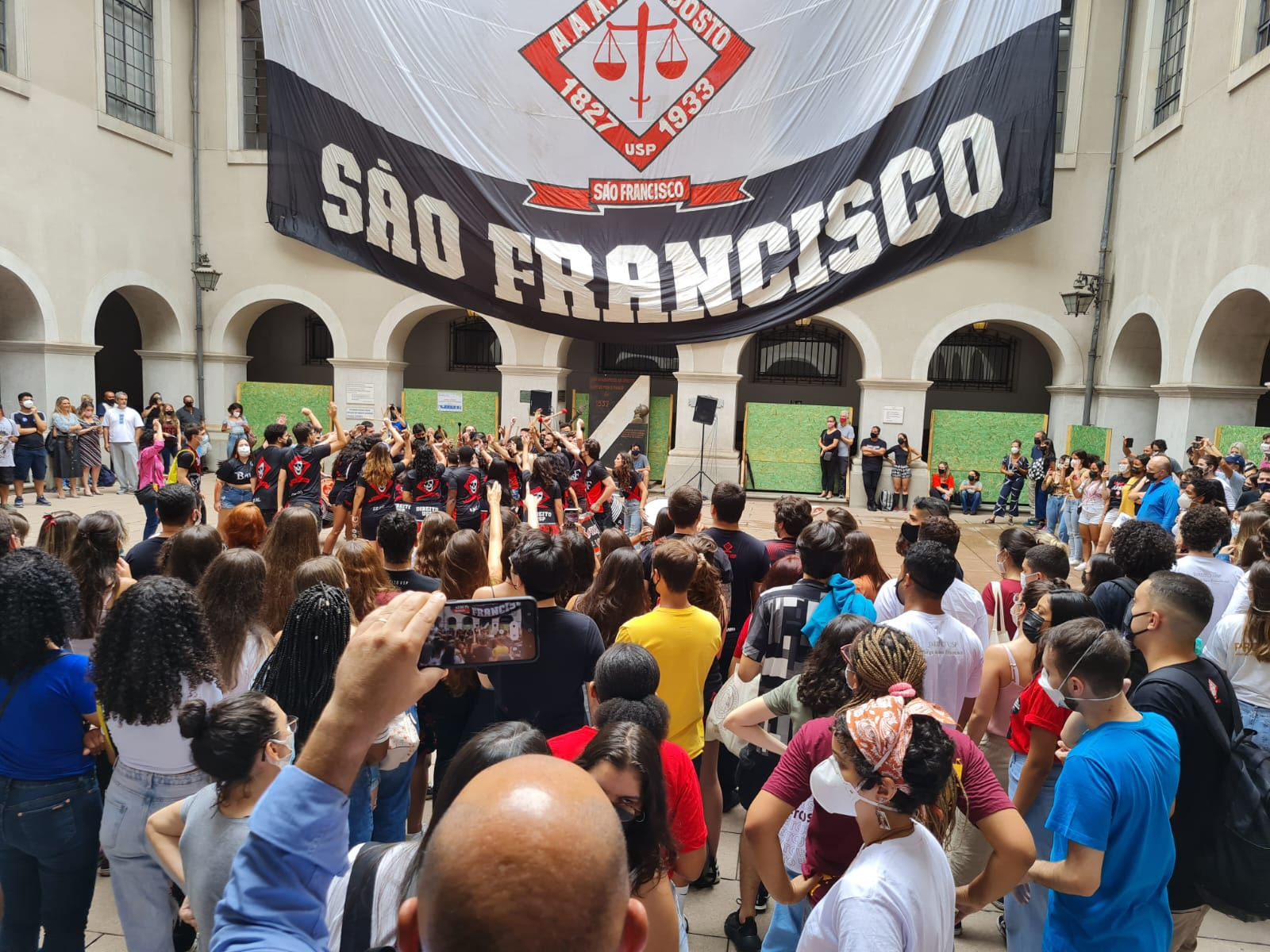
A Bateria durante uma apresentação na matrícula dos novos ingressantes da Faculdade de Direito da USP.

Além disso, a BAISF ocasionalmente participa de eventos especiais, como na posse da 117ª diretoria do Centro Acadêmico XI de Agosto, no Salão Nobre da FDUSP, em novembro de 2019. Naquele ano foi apresentado o enredo "Histórias Para Ninar Gente Grande", da Estação Primeira de Mangueira. O evento contou com personalidades diversas, como o músico Criolo e o advogado, professor e atual ministro dos Direitos Humanos Silvio Almeida.
Mais recentemente, durante o carnaval de 2023, a bateria tocou como convidada no Bloco da Abolição, bloco carnavalesco que circula pelas ruas do Bixiga, no centro de São Paulo.

## Apresentação com Coldplay no Estádio do Morumbi
No dia 18 de março de 2023, durante a última apresentação da banda Coldplay em São Paulo, o grupo de rock alternativo convidou a Bateria para tocar as músicas "Fix You" e "Biutyful", para mais de 70 mil pessoas no Estádio do Morumbi.
O primeiro contato da bateria foi no domingo anterior ao show, dia 12 de março, quando o vocalista e líder da banda Chris Martin, que estava passeando pelo Parque do Ibirapuera quando escutou o som dos instrumentos da BAISF. Deste encontro inusitado resultou a mais importante apresentação do conjunto musical universitário. 

## Mestres da BAISF

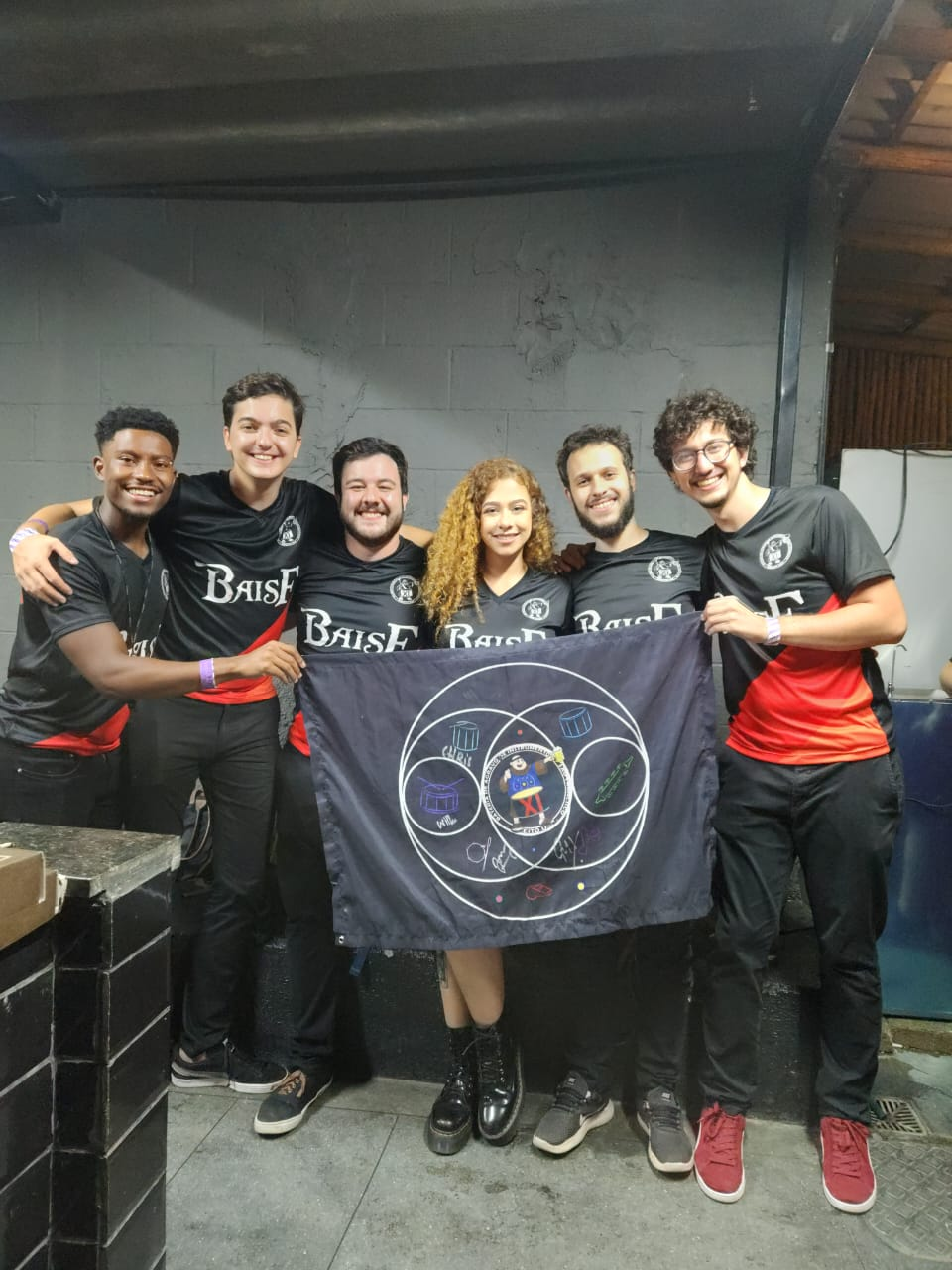
Mestres da BAISF (2015-2023) comemorando a apresentação no show da banda Coldplay em março de 2023.

Assim como as tradicionais escolas de samba, as baterias universitárias costumam ter mestres ou diretores da bateria, responsáveis pela estruturação e organização da bateria e de cada um de seus instrumentos. Abaixo há um breve histórico dos Mestres da BAISF:
- Rafael De Marchi: 2015 - 2017;
- Guilherme Balbi: 2017 - 2018;
- Marina Jacob: 2019;
- Guilherme Lauria "Amigo": 2020 - 2021;
- Matteo Gallo "Gaddo": 2022;
- Kauê Oliveira: 2023;
- Giovanna Gabriela "Giretora": 2024;
- Luiza Cristina Santiago “Lucris”: 2025.